# Sandwich (Nuevo Hampshire)
Sandwich es un municipio (en inglés, town) del condado de Carroll, Nuevo Hampshire, Estados Unidos. Según el censo de 2020, tiene una población de 1466 habitantes.

## Geografía
El municipio está ubicado en las coordenadas 43°50′19″N 71°26′35″O / 43.83861, -71.44306. Según la Oficina del Censo de los Estados Unidos, tiene una superficie total de 243.9 km², de la cual 235.4 km² corresponden a tierra firme y 8.5 km² son agua.

## Demografía
Según el censo de 2020, hay 1466 personas residiendo en la región. La densidad de población es de 6.2 hab./km². El 95.6% de los habitantes son blancos, el 0.3% son amerindios, el 0.3% son asiáticos, el 0.5% son de otras razas y el 3.3% son de una mezcla de razas. Del total de la población, el 1.2% son hispanos o latinos de cualquier raza.

## Gobierno
El municipio está gobernado por una junta de tres miembros (Board of Selectmen).